# Calloriaceae
Calloriaceae Baral & G. Marson – rodzina grzybów z rzędu tocznikowców (Helotiales).

## Charakterystyka
W większości są to saprotrofy żyjące w siedliskach lądowych i morskich, niektóre są endofitami w korzeniach roślin. Apotecja kopułkowe lub zaokrąglone do wydłużonych, siedzące, czasami pozornie rozpostarte.  U niektórych gatunków są zamknięte, gdy są niedojrzałe i otwierają się przez szczelinę lub płaty. Warstwa zewnętrzna składa się z hialinowych komórek o texturze pryzmatycznej lub kwadratowej. Warstwa wewnętrzna, składa się z komórek o texturze pryzmatycznej. Wstawki nitkowate lub lancetowate, na wierzchołkach lekko nabrzmiałe, proste lub zgięte. Worki są przeważnie 8-zarodnikowe, nieamyloidalne lub amyloidalne i czasami wyrastają z pastorałków. Askospory elipsoidalne do wrzecionowatych, bez sept, lub 1–3-septowe z gutulami. Konidiomy typu sporodochium. Konidiogeneza jest fialidowa. Konidia bez sept, kuliste do elipsoidalnych lub wrzecionowate.

## Systematyka
Pozycja w klasyfikacji według Index Fungorum: 
Calloriaceae, Helotiales, Leotiomycetidae, Leotiomycetes, Pezizomycotina, Ascomycota, Fungi.
Według aktualizowanej klasyfikacji Index Fungorum bazującej na Dictionary of the Fungi do rodziny tej należą rodzaje:
- Aivenia Svrcek 1977
- Calloria Fr. 1836
- Chaetonaevia Arx 1951
- Diplonaevia Sacc. 1889
- Duebenia Fr. 1849
- Eupropolella Höhn. 1917
- Hyalacrotes (Korf & L.M. Kohn) Raitv. 1991
- Iridinea Velen. 1934
- Laetinaevia Nannf. 1932
- Lanceolata Ekanayaka & K.D. Hyde 2019
- Loricella Velen. 1934
- Micropodia Boud. 1885
- Naeviella Clem. 1909
- Naeviopsis B. Hein 1976
- Phaeonaevia L. Holm & K. Holm 1977
- Ploettnera Henn. 1900[1]